# Sinagoga Middle Street di Brighton

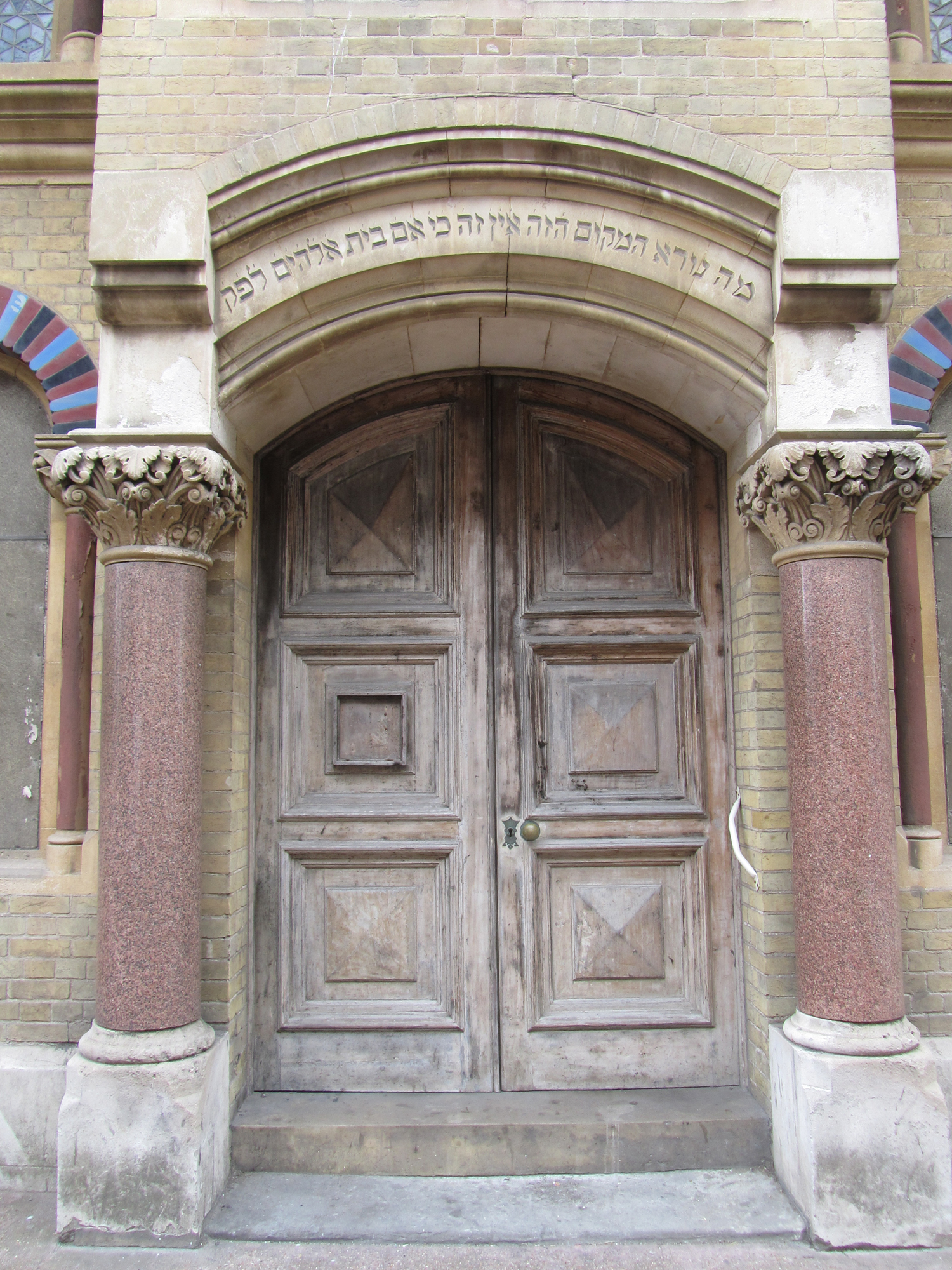
Il portale d'ingresso

La sinagoga Middle Street di Brighton, costruita nel 1874-1875, è una sinagoga situata nella centro balneare di Brighton. In stile neobizantino, è una delle più antiche sinagoghe di tutta l'Inghilterra.

## Storia
Una piccola comunità ebraica si era stabilita a Brighton sin dalla fine del XVIII secolo. La comunità si riunì dapprima in case private. Nel 1823 si costruì la sinagoga Devonshire Place di Brighton, rifatta nel 1836 da David Mocatta in stile neoclassico "Regency". La facciata è ancora pressoché integra, con tracce evidenti del suo passato. L'edificio, usato fino al 1875 quando fu aperta la nuova sinagoga su Middle Road, è oggi adibito a uso abitativo.
Nel 1874 il progetto per la costruzione di una nuova, più ampia e più ricca sinagoga fu affidato all'architetto Thomas Lainson, già noto per numerose opere nella zona. A richiedere la costruzione del nuovo edificio non erano tanto le esigenze demografiche o di prestigio della locale comunità, quanto la presenza dei numerosi ricchi villeggianti che ogni anno affollavano il centro balneare di Brighton dalla vicina Londra. La prima pietra fu posta il 19 novembre 1874. La cerimonia di inaugurazione avvenne il 23 settembre 1875. La capienza di 300 posti era sei volte superiore a quella della precedente sinagoga
Nei decenni successivi la famiglia Sassoon, che aveva forti legami ed interessi economici con Brighton, assunse una sorta di ruolo di patronato dell'edificio, finanziandone vari ampliamenti e miglioramenti, soprattutto per quanto riguarda gli arredi interni. Nel 1892 la sinagoga fu la prima del Regno Unito ad essere dotata di un impianto di illuminazione elettrico.
Nel 1971 la sinagoga fu dichiarata monumento nazionale e tra il 2004 e il 2009 è stata oggetto di importanti lavori di restauro. Oggi essa continua ad essere aperta per il culto della locale comunità e per la visita dei numerosi turisti, oltre che essere sede di spettacoli e manifestazioni culturali, specialmente in occasione dell'annuale Festival di Brighton.

## Architettura
Thomas Lainson ideò un edificio in stile neobizantino con elementi neorinascimentali.
La facciata in mattoni è caratterizzate da due serie sovrapposte di finestre ad arco attorno al portale, e dal grande rosone centrale.
Il portale è fiancheggiato da colonne di granito rosa lucido con capitelli a fogliame, e ha l'archivolto iscritto con testi ebraici.
L'interno ha forma basilicale, con i matronei sopraelevati su tre lati (d'ingresso, e sulle navete laterali), sorretti da colonne in ghisa decorate con finto marmo. I capitelli in metallo dorato raffigurano piante, frutta, fiori e colture della regione del Medio Oriente. Un'altra serie di colonne sovrapposte dai matronei crea una serie di arcate a tutto tonto che sostengono il soffitto a botte.
Tutto è costruito per lo più di ferro, ma le superfici a vista sono riccamente decorate a imitazione di marmi e mosaici.
L'arca della Torah è collocata in un'abside su una pedana di marmo a gradini, sotto un arco sorretto da colonne elaborate e illuminato da vetrate. La bimah è collocata al centro della navata. Parte dei sedili in legno provengono dalla precedente sinagoga di Brighton.
La sala di preghiera è illuminata da numerose finestre con vetrate colorate di fine Ottocento, in gran parte opera della ditta da Campbell & Smith. Parte dei sedili in legno provengono dalla precedente sinagoga Devonshire Place di Brighton.